# Jalapeño
Jalapeño (UK: /ˌhæləˈpeɪnjoʊ/ HAL-ə-PAY-nyoh, US: /ˌhɑːl-/ HAHL-, tiếng Tây Ban Nha: [xalaˈpeɲo] ⓘ) là một giống ớt cỡ trung bình trong loài Capsicum annuum. Một quả ớt jalapeño trưởng thành dài từ 5–10 cm (2,0–3,9 in), rộng khoảng 25–38 mm (0,98–1,50 in). Quả săn, mịn, chắc thịt, độ cay trong khoảng từ 4.000 đến 8.500 trên thang đo Scoville. Giống ớt này thường được hái và tiêu thụ khi vẫn còn xanh, nhưng cũng có thể để chín thêm, khi đó vỏ chuyển sang màu vàng cam, đỏ. So với giống ớt họ hàng gần là serrano thì jalapeño quả to và ít cay hơn.

## Lịch sử

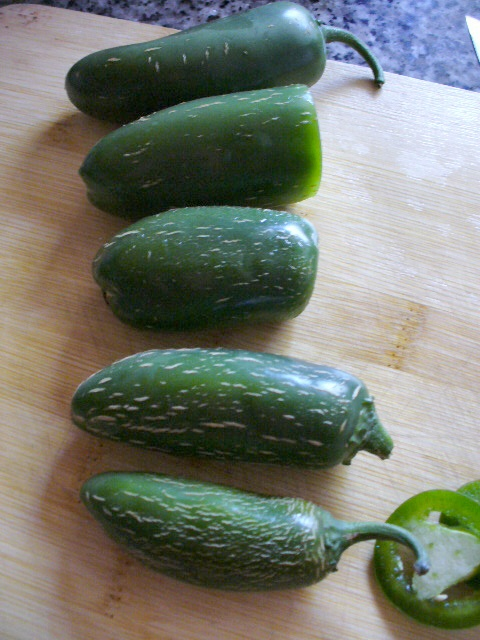
Một vài quả ớt jalapeño

Ngoài tên gọi jalapeño, giống ớt này có một số tên khác như: huachinango (khi nó chín đỏ), chile gordo (nghĩa đen "quả ớt to béo") hay cuaresmeño.
Jalapeño trong tiếng Tây Ban Nha có nghĩa là "đến từ vùng Xalapa", đây là thành phố thủ phủ của bang Veracruz, Mexico, cũng là nơi có truyền thống nuôi trồng giống ớt này. Bản thân tên địa danh Xalapa lại có nguồn gốc từ tiếng Nahuatl, ghép giữa từ xālli [ˈʃaːlːi] (cát) và āpan [ˈaːpan] (nguồn nước).
Về mặt lịch sử, jalapeño đã được người Aztec (thế kỷ 14-16) sử dụng từ trước khi đế quốc Tây Ban Nha xâm lược. Theo cuốn sách Florentine Codex của thầy tu Bernardino de Sahagún, các khu chợ ở nơi đây có bán giống ớt này, cả loại tuơi và khô. Nhìn chung tại khu vực châu Mỹ, việc tiêu thụ jalapeño đã là một truyền thống hàng nghìn năm, điển hình với việc tích trữ, ướp khô và hun khói các loại ớt để sử dụng dần.

## Sản xuất
Ước tính vào năm 1999, khoảng 43.000 hécta (107.000 mẫu Anh) đất ở Mexico được dành riêng cho việc nuôi trồng jalapeño, tới năm 2011, con số này giảm xuống còn 41.000 hécta (101.000 mẫu Anh). Jalapeño chiếm khoảng 30% sản lượng ớt của Mexico, tuy giảm quỹ đất, sản lượng ớt tại đây vẫn tăng khoảng 1,5% mỗi năm do áp dụng các biện pháp canh tác và thiết bị nuôi trồng tốt hơn.
Theo thống kê năm 2009, đã có 619.000 tấn jalapeño được sản xuất ra, trong đó 42% đến từ bang Chihuahua, 12,9% từ Sinaloa, 6,6% từ Jalisco và 6,3% từ Michoacán.

## Dinh dưỡng và ẩm thực
Một quả ớt jalapeño sống chứa 92% nước, 6% cacbohydrat, 1% protein và một lượng nhỏ chất béo không đáng kể. 100 gam (3+1⁄2 oz) ớt sống cung cấp 120 kilôjun (29 kcal), một lượng lớn vitamin C, B6, E, một phần tương đối vitamin K và các chất dinh dưỡng khác.
So với các giống ớt khác thì jalapeño không quá cay, trên thang Scoville, độ cay của nó có thể dao động từ vài nghìn đến hơn 10.000 đơn vị.

### Ẩm thực
- Jalapeño nhồi là món ớt tươi bỏ ruột, nhồi hải sản, thịt hoặc pho mát, có thể ăn trực tiếp hoặc nấu lên.
- Ớt này cũng có thể muối chua, dạng này có thể để muối nguyên cả hoặc thái lát, ăn kèm nacho.
- Trong ẩm thực Việt, jalapeño thái mỏng cũng có thể cho vào phở và bánh mì, phương tây cũng cho ớt này vào sandwich và pizza.

## Hình ảnh

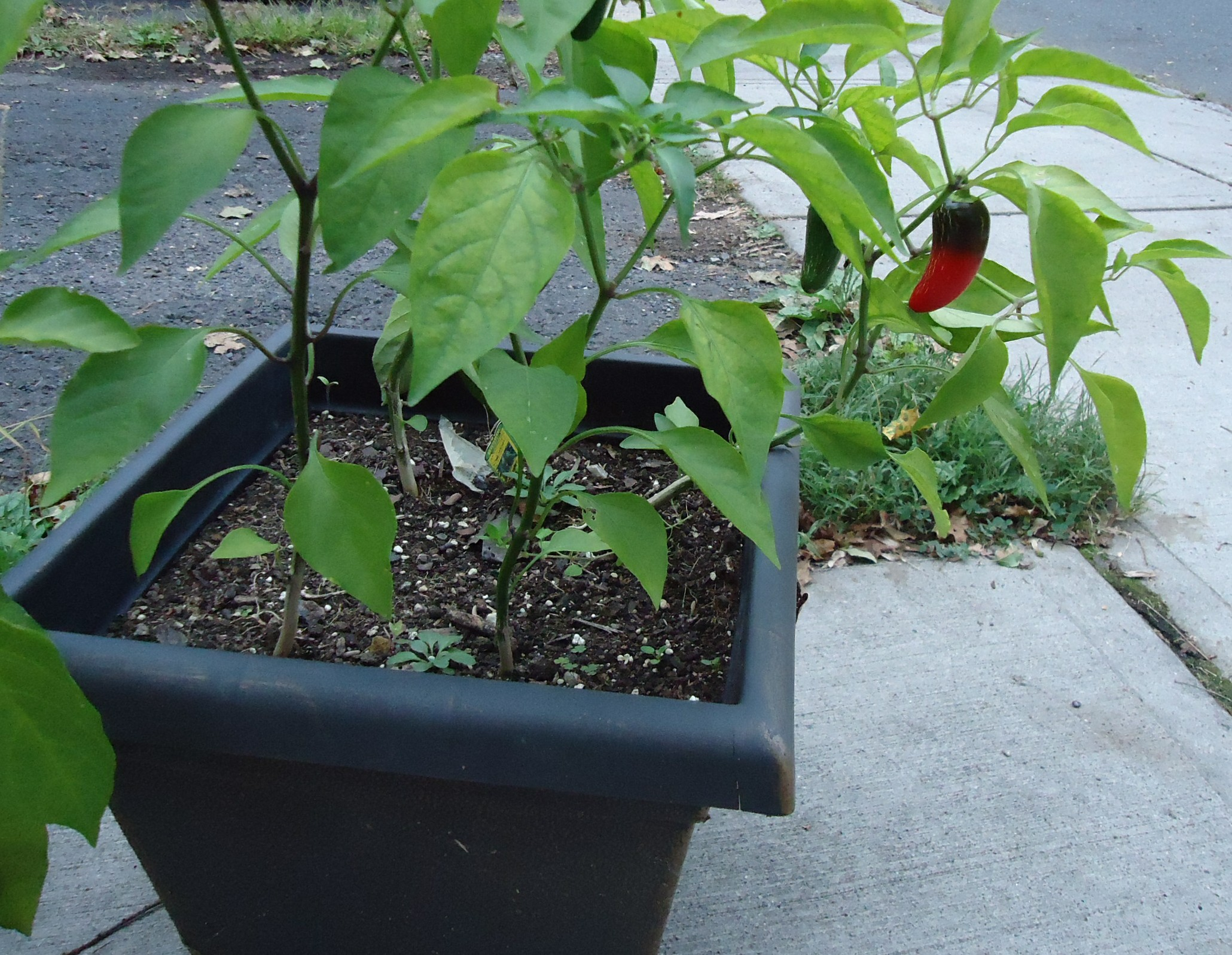
Cây ớt
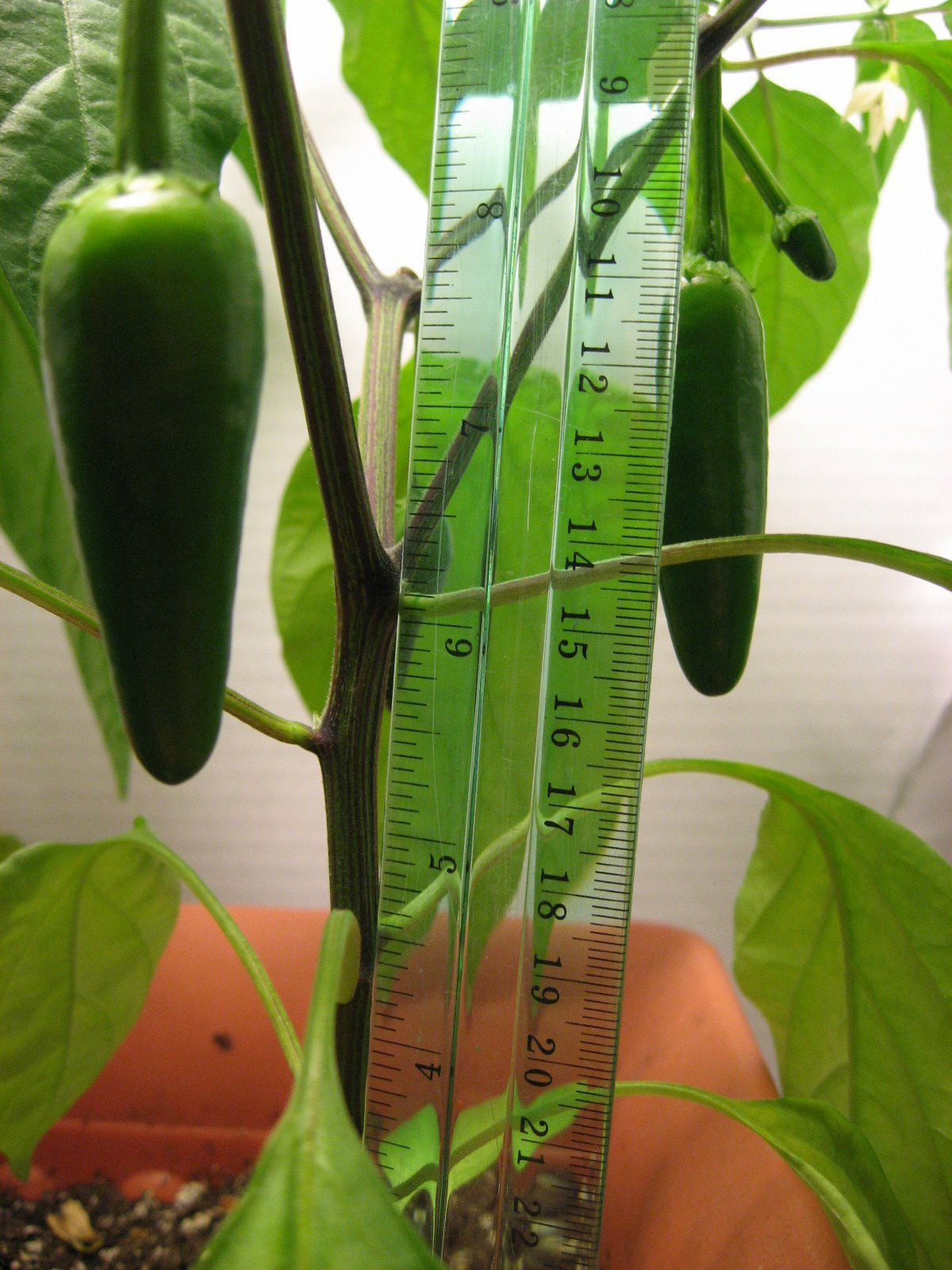
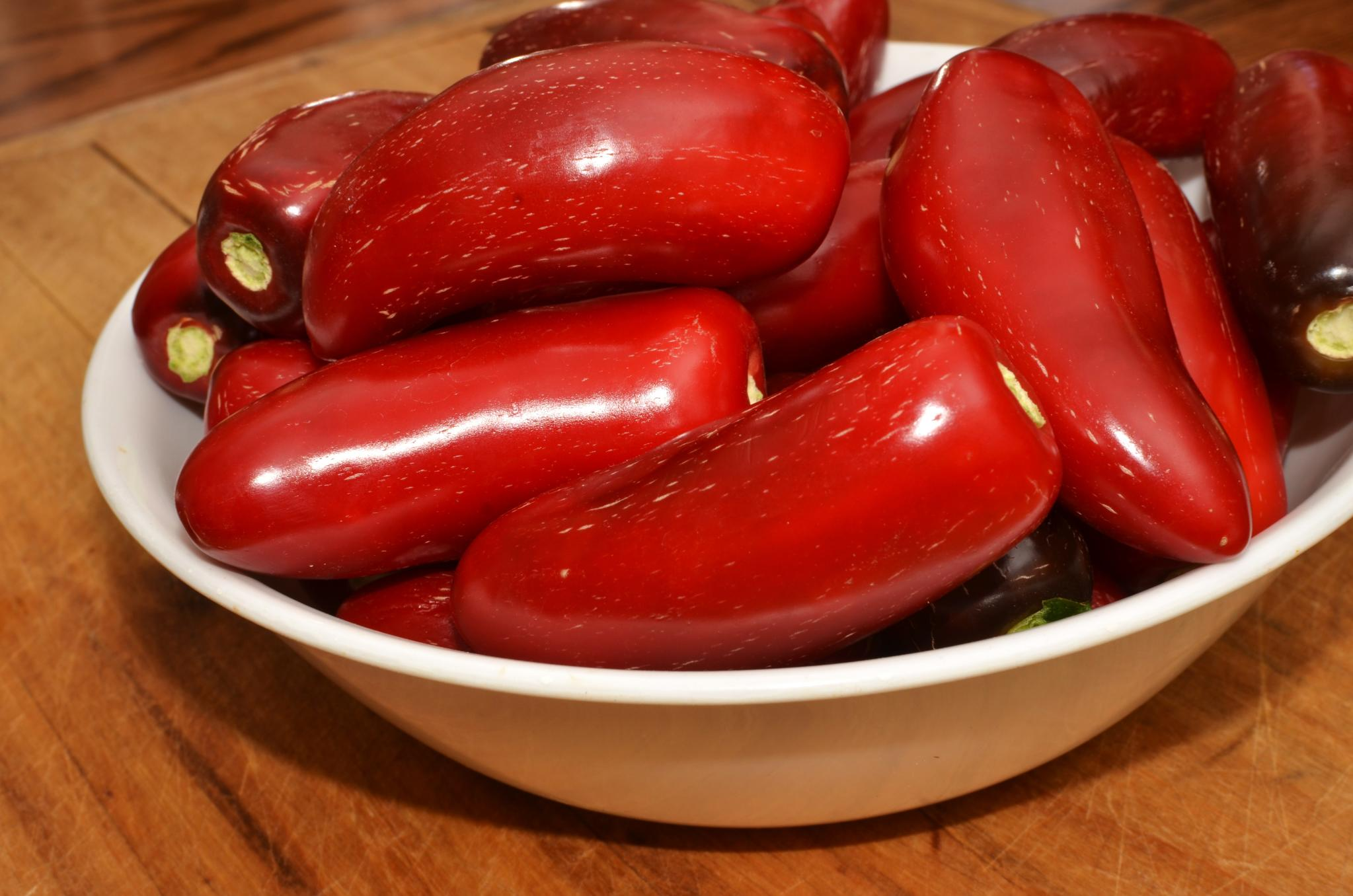
Ớt chín
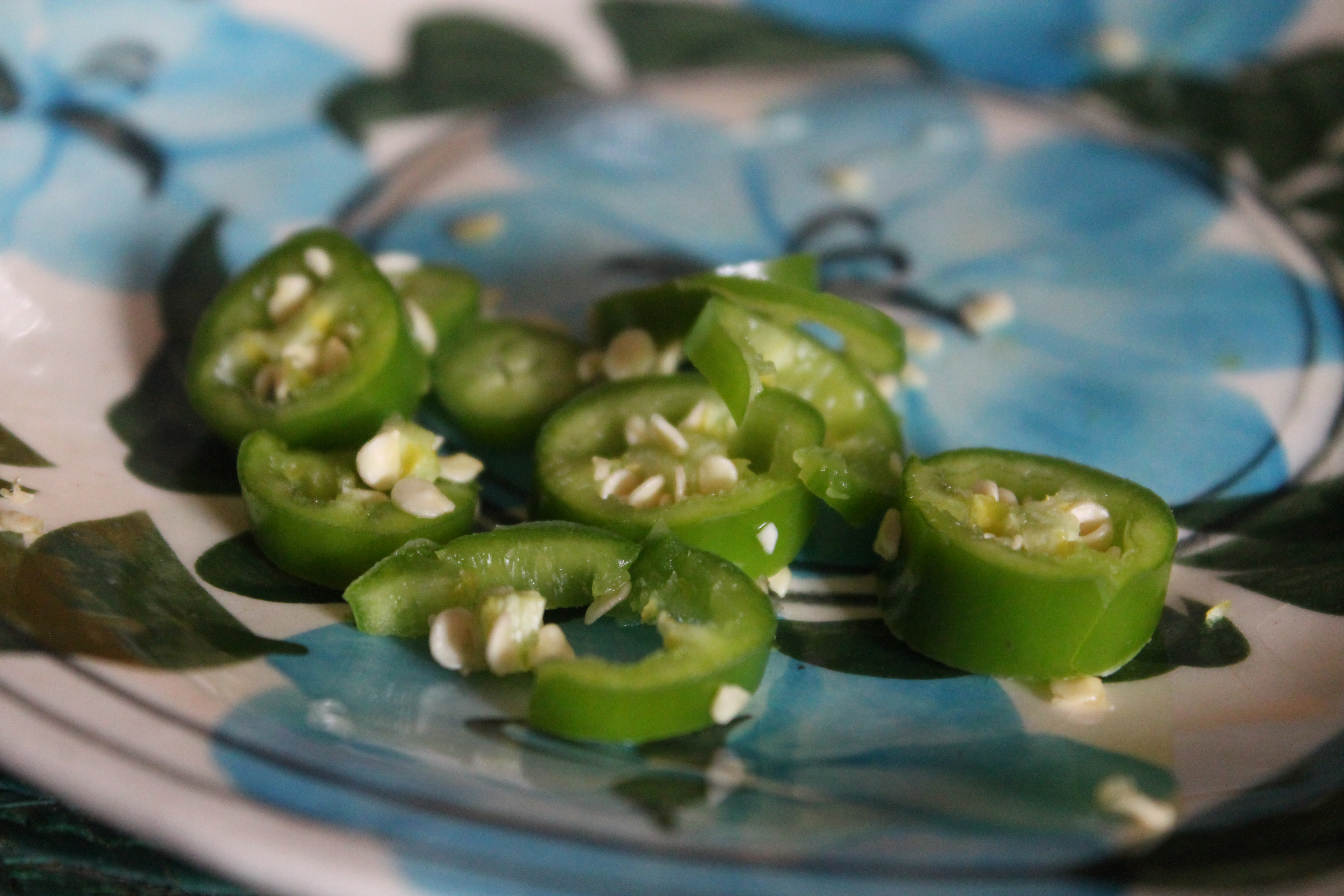
Ớt thái miếng